# Zaki Sp
 (mai 2013).
Si vous disposez d'ouvrages ou d'articles de référence ou si vous connaissez des sites web de qualité traitant du thème abordé ici, merci de compléter l'article en donnant les références utiles à sa vérifiabilité et en les liant à la section « Notes et références ».
Abdennour Zaki, nom de scène Zaki Sp est un artiste algérien, chanteur reggae et ragga/dancehall, né le 10 décembre 1992 à Koléa en Algérie. En 2012, il déménage à Montréal au Canada pour continuer ses études en informatique.
Zaki vit actuellement en Jamaïque, et occupe le poste de chargé de production audiovisuelle chez Dutty Rock Productions, un label musical fondé par l'artiste jamaïcain de reggae et de dancehall Sean Paul.

## Biographie

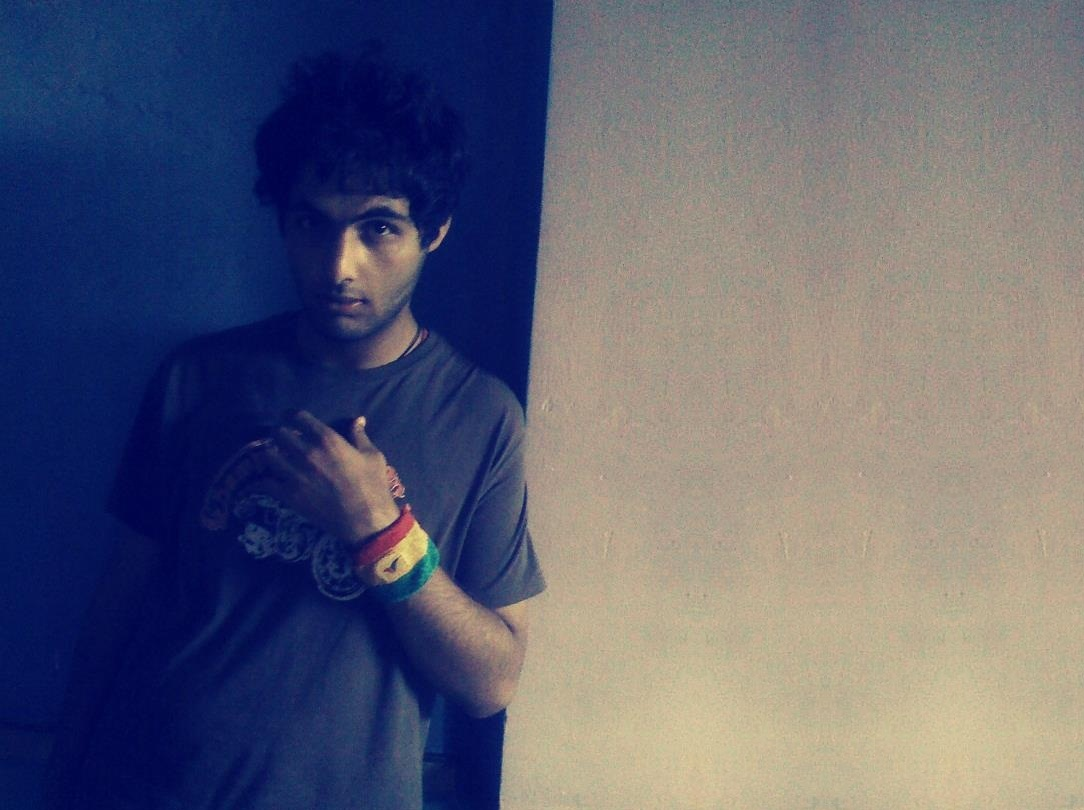
L'artiste en 2011

Zaki Sp est un chanteur algérien du reggae et de la dancehall, un style musical issue de la Jamaïque. Zaki a commencé à s'intéresser à la musique depuis l'âge de 9 ans. En 2006, il commence à enregistrer sa musique en faisant des reprises de l'artiste jamaïcain Sean Paul. Au début, il écrit ses premières chansons pour parler du quotidien de la jeunesse dans son pays d'origine. Quelques années plus tard, il monte son premier studio d'enregistrement en 2011. À ce moment-là, il a commencé sa carrière musicale professionnelle dans le registre reggae dancehall en publiant ses chansons sur Youtube et sur son blog Skyrock. 
En Août 2011, Zaki participe à l'événement Khaimetkoum chez Djezzy ou il produit un concert à l'hôtel Hilton avec plusieurs groupes comme Mafia Crew et Soolking. La même année, Zaki participe à un concert organisé par Raouf Adear, un événement spécial Rap Algérien au cinéma Sierra Maestra à Alger ou plusieurs rappeurs comme Dirty 16 et Intik Prod ont partagé la scène. cet événement l'aide à se constituer une base d'auditeurs. 
En 2012, Zaki a fait une apparition dans l'émission « Hip Hop Magh » réalisée par Lotfi Double Kanon et diffusée à Echourouk TV, il a été plusieurs fois l'invité de la radio Jil FM. 
En 2015, Zaki décide de se concentrer plus sur sa carrière de producteur, il participait à la production de plusieurs artistes à Montréal, tel que: Missy Bk, Renessens, Salimo.  
En 2019, il publie son single « Ela Jalek » sur Spotify, un titre pop-dancehall produit par Costi .

## Inspiration
Inspiré du reggae de Sean Paul, Shaggy, Collie Buddz, Vybz Kartel et beaucoup d'autres artistes de la Dancehall et par le Hip-hop américain, il présente un ragga créatif et innovant. Il mêle avec une grande habileté roots acoustiques et riddim digitaux, beat et mélodie. Des arrangements dancehall et quelques nuances électronique viennent à leur tour colorer son tableau musical.

## Discographie

### Albums
- Une mixtape distribuée sur internet en 2006 (13 titres)
- SPK, album sorti en août 2008 (18 titres)
- Mixtape 2009 - Feat Redouane, Mixtape (15 titres)
- Algemaika 2010 (15 titres)
- Afrojuana 2011 (15 titres)
- Mas Fuego 2013
- Tomahawk Mixtape publiée sur Soundcloud en 2016

### Quelques chansons
- Ela Jalek feat Costi, sorti en 2020
- Bora Bora feat Reda Taliani, sorti en 2020
- Rwahi Leandi, sorti en 2019
- Millions
- Oxygène, sorti en 2015
- Bam Bam[3]
- Chkoun Kan Ygoul
- Dancehall
- Fuego
- Raki fel Bal (Feat Rasta Killer MC), sorti en 2012